# Koolhoven F.K.43
Il Koolhoven F.K.43 fu un aeroplano monomotore da trasporto monoplano sviluppato dall'azienda aeronautica olandese Koolhoven negli anni trenta del XX secolo. Fu prodotto in una piccola serie di 20 esemplari, per la maggior parte da aziende terze.

## Storia del progetto

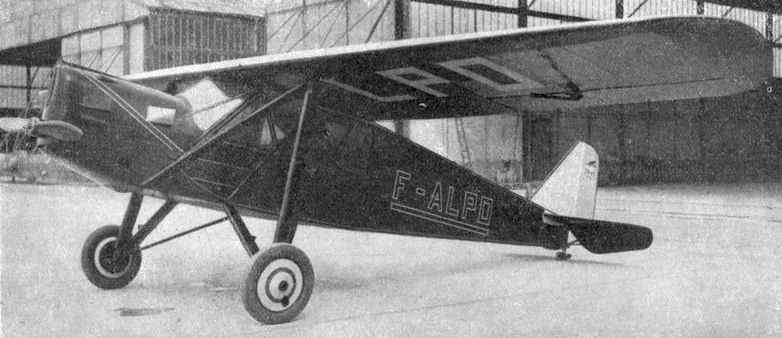
Un esemplare di produzione della Societe Anonyme Française Aeronautique (SAFA).

Nel 1929 l'ufficio tecnico della Koolhoven, diretto dal proprietario e progettista, Frederick Koolhoven progettò un certo numero di aeromobili. Tra questi vi erano l'F.K.40, l'F.K.41, e l'F.K.42. Ad essi si aggiunse un aereo quadriposto da trasporto passeggeri, destinato ad uso privato, che fu designato F.K.43. Il prototipo andò in volo per la prima volta nel corso del 1931, e cliente di lancio fu il milionario americano Van Lear Black, che però morì annegato prima che l'aereo fosse completato. In mancanza di ulteriori clienti Koolhoven completò il velivolo e lo vendette, insieme alla licenza di produzione, alla francese Societe Anonyme Française Aeronautique (SAFA). Il velivolo scomparve, e la sua sorte è ignota.

## Descrizione tecnica

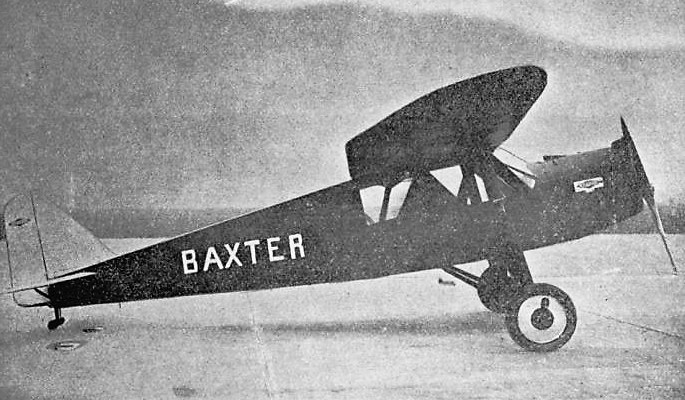
Un esemplare recante la sigla BAXTER.

Aereo da trasporto, monoplano, monomotore, quadriposto. La configurazione alare era monoplana ad ala alta, di costruzione interamente lignea, ed avente le estremità arrotondate.  L'ala era collegata alla fusoliera direttamente da due coppie di montanti, rinforzati da cavi d'acciaio.  La fusoliera era costruita in tubi d'acciaio e rivestita in tela.
L'impennaggio di coda era del tipo classico monoderiva, dotato di piani orizzontali controventati..
Il carrello d'atterraggio era un triciclo classico, fisso a V, integrato posteriormente da un pattino d'atterraggio. Le gambe principali del carrello erano collegate nella parte superiore al longherone alare, rinforzate da cavi d'acciaio, mentre in quella inferiore alla fusoliera tramite due montanti a V fissati ai longheroni.
L'aereo era quadriposto dotato di una cabina di pilotaggio chiusa, posizionata sotto l'ala.
La propulsione era affidata ad un motore in linea de Havilland Gipsy Major  a 4 cilindri invertiti raffreddati ad aria, erogante la potenza di 130 hp (97 kW) ed azionante un'elica bipala.

## Impiego operativo

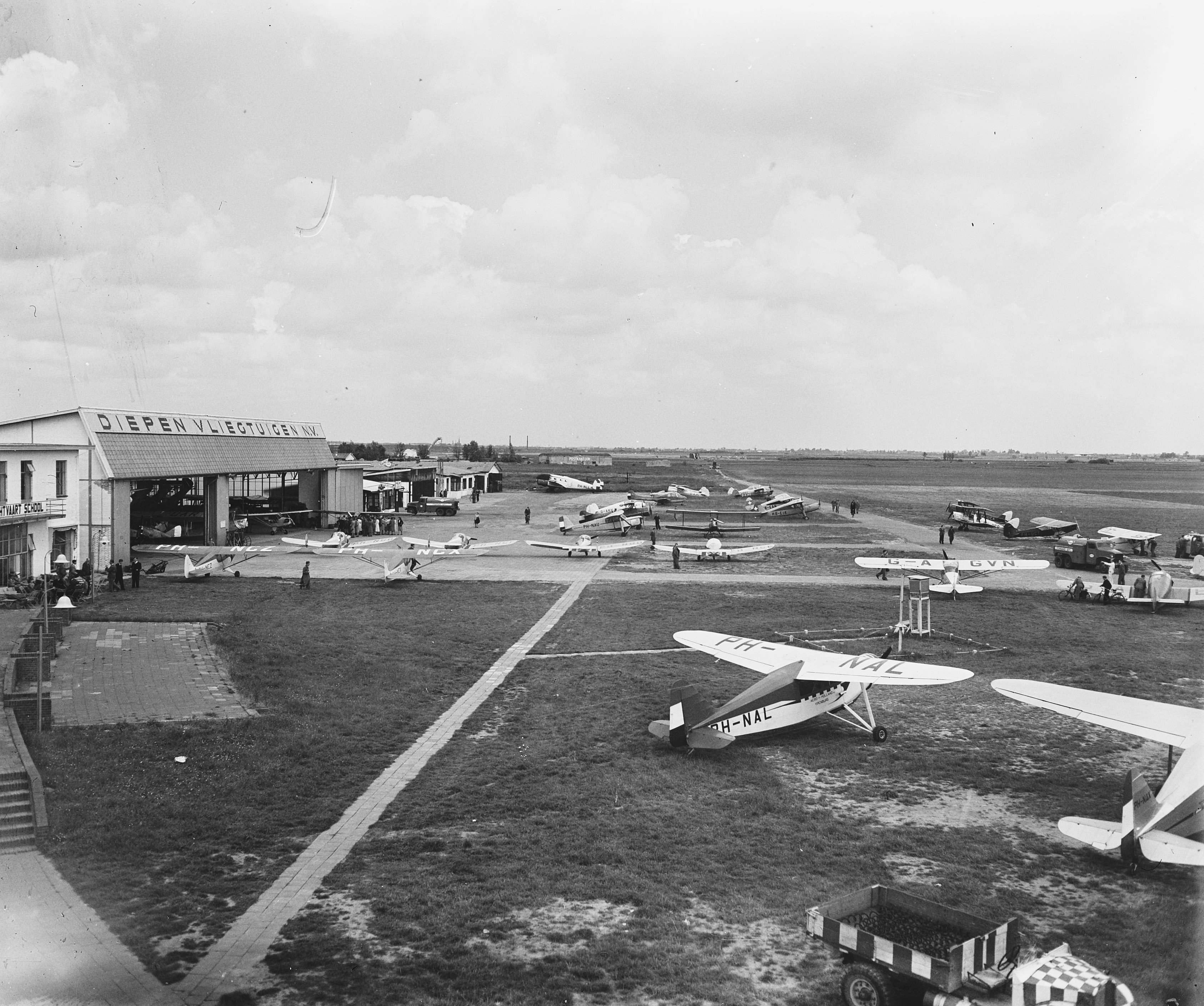
Gli esemplari PH-NAL e PH-NAU, appartenenti alla serie costruita dalla Fokker, fotografati sul campo d'aviazione di Ypenburg il 30 maggio 1948.

Al modello si interessò la compagnia aerea KLM che ne acquistò uno per impiegarlo come aerotaxi. Questo aereo andò perso solo un mese dopo la consegna, ma la KLM ne ordinò un'ulteriore serie di sei esemplari, impiegandoli da Schiphol. Uno di essi (matricola PH-AIL) fu poi perso per incidente nei pressi di Groninga il 26 maggio 1933.
Uno dei voli più memorabili di un F.K.43 fu effettuato il 29 aprile 1934 per trasportare ad Anversa le scarpe da calcio di Puck van Heel, capitano della nazionale olandese che doveva giocare contro il Belgio. Van Heel era partito dimenticandosi di fare i bagagli. La partita terminò 4-2 per l'Olanda.
Con lo scoppio della seconda guerra mondiale quattro aerei furono incorporati dalla Luchtvaartafdeeling (matricole 960, 963, 965, 967) che li impiegò come aerei da trasporto personale e collegamento.
Quando la Germania invase i Paesi Bassi, il 10 giugno 1940, ne sopravvisse ai bombardamenti aerei solo uno che riuscì a raggiungere la Gran Bretagna dove fu poi incorporato nella Royal Air Force. Al termine delle ostilità l'aereo rientrò in patria dove fu assegnato alla Scuola di volo nazionale di Rotterdam.
Dopo la fine della guerra, nel 1947 la Fokker produsse una serie di 8 esemplari, dotati di propulsore Armstrong Siddeley Genet Major IA da 165 hp (123 kW), noti come "Fookhoven". Questi aerei furono acquistati da Frits Diepen per la società "Frits Diepen Vliegtuigen NV" che li utilizzò come aerotaxi. Furono poi demoliti al termine della loro vita operativa, tranne uno appartenente alla Aero Holland, che oggi è conservato all'Automuseum di Raamsdonksveer.

## Utilizzatori

### Militari
Regno Unito
- Royal Air Force

 Paesi Bassi
- Luchtvaartafdeeling

### Civili
Paesi Bassi
- KLM
- Frits Diepen Vliegtuigen NV
- Aero Holland

### Annotazioni
1. ↑  Due di essi, matricole PH-AJK "Krekel" e PH-AJL "Libel", vennero costruiti dalla Aviolanda.
2. ↑  Si trattava degli esemplari matricola PH-NAH, PH-NAI, PH-NAK, PH-NAL, PH-NAM, PH-NAN, PH-NAO, PH-NAP.
3. ↑  Società che era subentrata alla Frits Diepen Vliegtuigen NV.

### Fonti
1. 1 2 3 4 5 6 7 8 9 10 11  Уголок неба.
2. 1 2 3 4 5 6 7 8 9 10 11 12 13 14 15  Den Ouden.
3. 1 2 3 4  L'Aerophile Salon 1932, p. 117.
4. ↑  Brand 2007, pp. 84-219.

### Periodici
- (FR) S.A.F.A., in L'Aerophile Salon 1932, Hors Series, Paris, Ed. Blondel la Rougery, novembre-decembre 1932,  p. 117.